# Corporación Universitaria Unitec
La Corporación Universitaria UNITEC es una institución privada ubicada en Bogotá, Colombia. Fue fundada en 1978, sujeta a inspección y vigilancia por medio de la Ley 1740 de 2014 y la ley 30 de 1992 del Ministerio de Educación de Colombia. Cuenta con 8 sedes ubicadas en las localidades de Chapinero y Barrios Unidos, se ha caracterizado por ser una de las primeras universidades junto a la Universidad Nacional en crear el programa de Cine y Televisión en Colombia, convirtiéndola así en una de las principales Escuelas de Cine del país.

## Historia

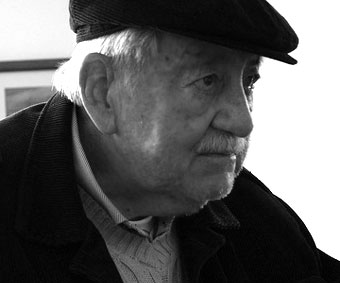
El escritor colombiano Fernando Soto Aparicio fue un miembro directivo de la Corporación Universitaria UNITEC.

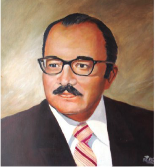
Diógenes Parra Walteros fue uno de los fundadores

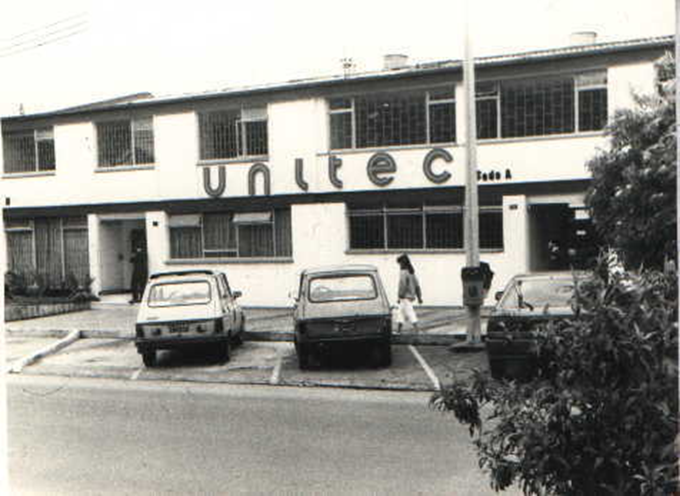
Fotografía antigua de la primera sede de UNITEC

La gestación de Unitec se inició en 1977, a partir de los ideales de sus fundadores, expresados en la necesidad de responder a los cambios de la época, que se traducían esencialmente en la desatención prestada a las nuevas profesiones y empleos requeridos para el desarrollo económico, social y cultural del país.
A principios de 1977 un grupo de profesionales dirigidos por el fundador de la Institución, el doctor Diógenes Parra Walteros, inicia la tarea de estructurar un proyecto factible, conducente a la apertura de una institución que ofreciera programas académicos innovadores.
En 1977 se crea bajo el nombre de Colegio Tecnológico Universitario con programas técnicos profesionales, para el año 1980 pasa a ser la Corporación de Educación Superior Intermedia Profesional Unitec, y en 1992 cambia su nombre a Corporación de Educación Superior Unitec, desde el año 2002 se consolidó como Corporación Universitaria Unitec con Programas Universitarios y para el 2010 creó Programas de Postgrados.
Unitec radica su estudio el 29 de septiembre de 1977 ante el Ministerio de Educación Nacional en la División de Educación Intermedia Profesional, suministrando todos los datos y documentos pertinentes para la expedición de la licencia de iniciación de labores, de conformidad con el artículo 12 del Decreto 2499 de 1973, vigente a la fecha.
El sostenimiento y consolidación de los programas académicos en la modalidad técnica profesional observado durante los 13 primeros años de vida educativa, permitieron a la institución adelantar un estudio mediante el cual se orientaron sus programas a la modalidad tecnológica, a partir del fortalecimiento de su acción académica y del posicionamiento de los mismos frente a diferentes sectores productivos y a la comunidad en general.
Es así como a partir de 1992 y previo al estudio correspondiente del documento presentado, el Instituto Colombiano para el Fomento de la Educación Superior (ICFES), concede autorización a la Corporación para ofrecer sus programas en el campo tecnológico profesional, oferta que se amplía desde el año 1995 con la creación y legalización por parte del ICFES de tres nuevos programas: Administración de Finanzas y Negocios Internacionales, Administración Financiera y Comercial, Diseño y Producción Gráfica. Desde su fundación han sido 21.305 los egresados de UNITEC. Recientemente se obtuvo el registro de dos programas en la modalidad tecnológica, notificados al mismo instituto que corresponde a Telecomunicaciones y Publicidad; así como uno profesional, Cine y Televisión.

## Escuelas y oferta de programas
En 2025 la Corporación Universitaria Unitec cuenta con 4 escuelas y más de 14 programas de pregrado y posgrado. 

### Escuela de Arte y Comunicación Digital
En la Escuela de Artes y Comunicación Digital nos caracterizamos por ofrecer programas académicos enfocados a la comunicación audiovisual, de imagen y sonido; llevando la creatividad a su máxima expresión orientados a ser referentes en las industrias creativas. Nuestros estudiantes se han destacado en festivales y muestras nacionales e internacionales

#### Programas Tecnológicos en:
Tecnología en Producción de Animación Digital - Diurna.

#### Programas Profesionales en:
Diseño Gráfico - Diurno.
Fotografía y Comunicación Visual - Diurno y Nocturno
Cine y Televisión - Diurna

### Escuela de Ciencias Económicas y Administrativas
En la Escuela de Ciencias Económicas y Administrativas nos caracterizamos por ofrecer programas académicos virtuales y presenciales enfocados al desarrollo empresarial, sostenibilidad financiera, mercadeo tradicional y digital, gestión del turismo y las tendencias gastronómicas que permitan la sostenibilidad de la industria cultural.

#### Programas Tecnológicos en:
Tecnología en Gestión Gastronómica y Sommelier - Diurna y Nocturna

#### Programas Profesionales en:
Administración de Empresas Turísticas y Hoteleras - Diurna y Nocturna
Profesional en Mercadeo y Publicidad - Virtual

#### Programas de Posgrado en:
Especialización en Gerencia del Talento Humano y Riesgos Laborales - Virtual
Especialización en Gestión de la Seguridad y Salud en el Trabajo - Virtual
Especialización en Gerencia Financiera - Virtual
Especialización en Marketing Estrategico - Virtual

### Escuela de Ingeniería
En la Escuela de Ingeniería nos caracterizamos por ofrecer programas académicos virtuales y presenciales enfocados al fortalecimiento de los procesos e innovaciones en las Tecnologías de la Información y las Comunicaciones (TIC’s) para responder a la demanda de los diferentes sectores económicos.
Programa de Pregrado:
Ingeniería de Software - Híbrido (Mediada completamente por virtualidad)

#### Programas de Posgrado en:
Especialización en Gerencia de Proyectos - Virtual
Especialización en Seguridad de la Información - Virtual
Especialización en Inteligencia de Negocios - Virtual
Especialización En Gerencia de Tecnologias de la Informacion - Virtual

### Escuela de Ciencias Sociales y Humanas
En la Escuela de Ciencias Sociales y Humanas se caracteriza por ofrecer programas académicos virtuales y presenciales que aportan al fortalecimiento del tejido social, a la convivencia y al desarrollo de las condiciones de los individuos, grupos y comunidades.

#### Programa Profesional en:
Psicología - Virtual

## Sede Principal - Fundadores

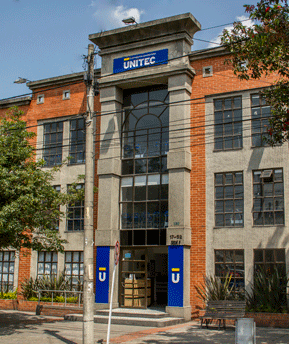
Sede Fundadores

La sede Principal de la Corporación Universitaria Unitec, conocida como Fundadores, está ubicada en la calle 73 No. 20A - 52, en la ciudad de Bogotá, Colombia. Se encuentra a pocos pasos de la futura estación del Metro de Bogotá. Un lugar de fácil acceso en el corazón de Chapinero, rodeado de zonas comerciales, culturales y universitarias.

### Servicios - Sede Principal[9]
- Auditorio
- Aulas de Clase
- Biblioteca
- Centro de Bienestar
- Centro de Gastronomía
- Consultorio Jurídico
- Coordinación Académico Virtual
- Coordinación Atención Financiera
- Coordinación Centro de Gastronomía
- Coordinación Consejería Estudiantil
- Coordinación de Ciencias Básicas y Emprendimiento
- Coordinación de Gestión Documental
- Coordinación de Idiomas
- Coordinación de Mercadeo
- Coordinación de Pedagogía y Currículo

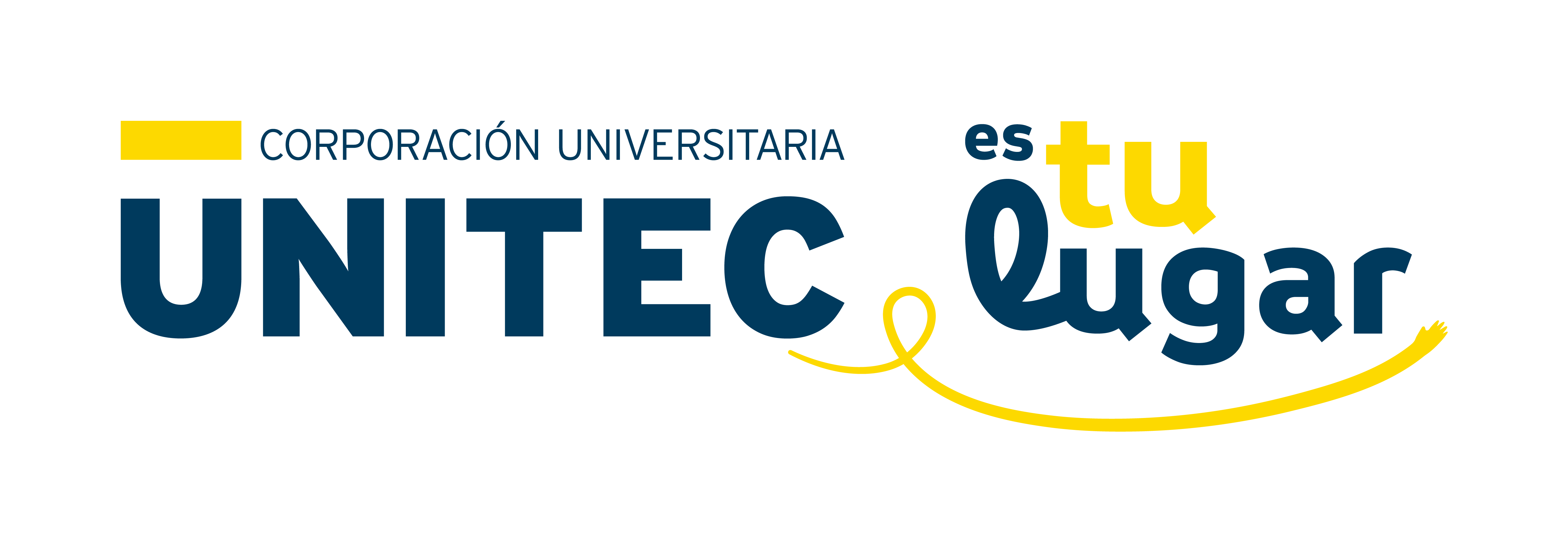

- Dirección Académica Escuela de Arte y Comunicación Digital
- Dirección Académica Escuela de Ciencias Económicas y Administrativas
- Dirección Académica Escuela de Ciencias Sociales y Humanas
- Dirección Académica Escuela de Ingeniería
- Dirección de Investigaciones
- Dirección de Proyección Social e internacionalización
- Dirección de TIC
- Dirección Comercial
- Dirección Educación Virtual
- Dirección Financiera
- Dirección Gestión Humana
- Dirección Servicios Administrativos
- Director Medio Universitario
- Estudio de Televisión
- Estudio y Laboratorio de Fotografía
- Jefatura de Comunicaciones
- Jefatura de Registro y Control Académico

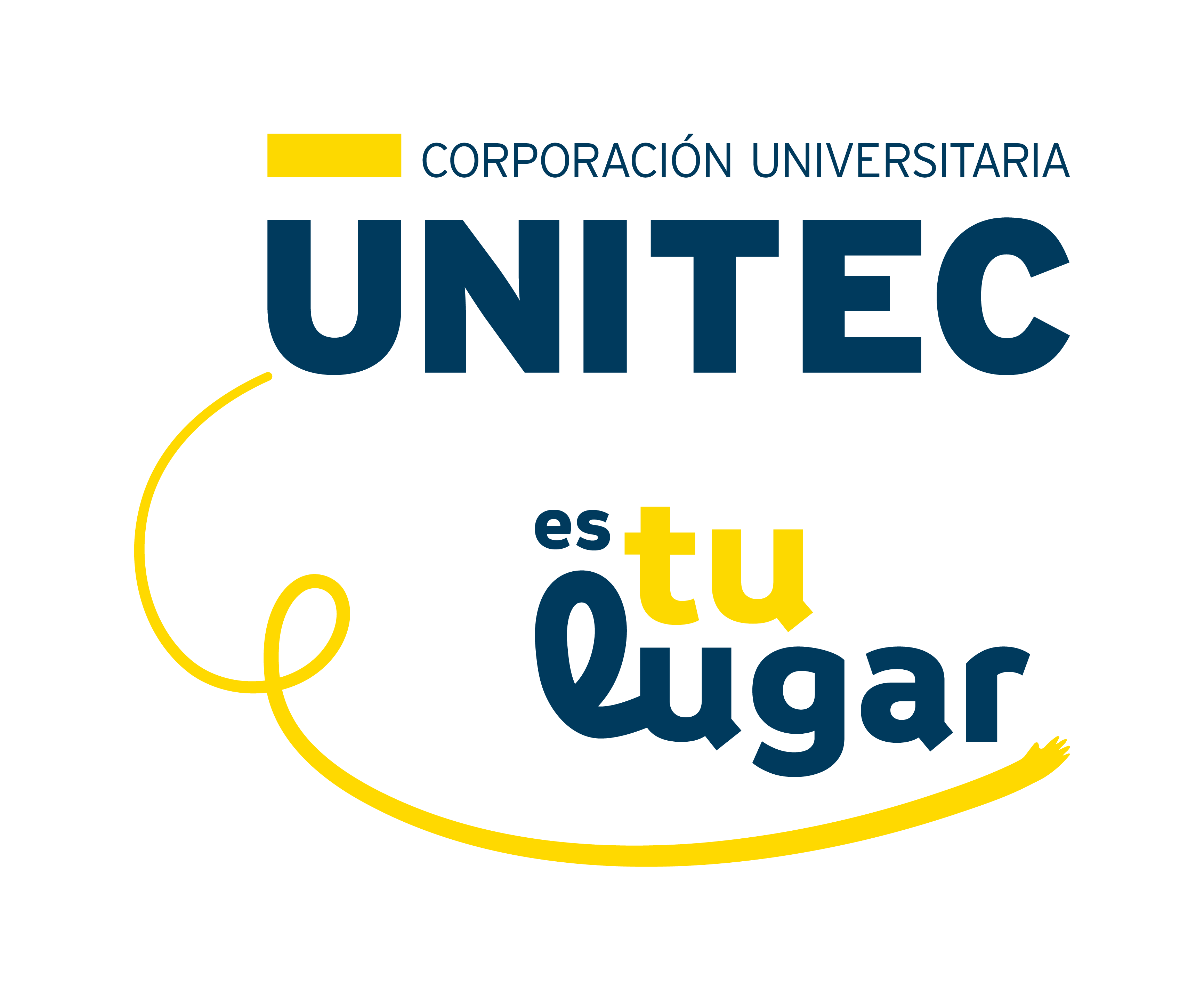

- Laboratorio Clúster
- Laboratorios de Computo
- Laboratorios de Cepaai
- Presidencia
- Rectoría
- Sala de Profesores
- Salas de Especialización
- Secretaria General
- Vicerrectoría Académica

Ver ubicación en el mapa.